# 카밀 글리크
카밀 글리크(폴란드어: Kamil Jacek Glik, 1988년 2월 3일 ~ )는 현재 엑스트라클라사의 클럽 크라코비아에서 뛰는 폴란드의 축구선수이다.

## 클럽 경력

### 초기 경력
그는 MOSiR 야스트솅비에 즈드루이와 WSP 보지스와프실롱스키 유소년 팀에서 선수 생활을 시작했고 그후 LKS 실레시아 루보미아로 팀을 옮겼다.
2006년 그는 스페인의 오라다다로 이적하였고 그곳에서 레알 마드리드의 눈에 띄어 C팀에 등록하게 되었다. 이곳에서 그는 2008년까지 두 시즌을 보냈다.
2008년 8월 6일, 그는 폴란드 1부 리그팀 피아스트 글리비체와 4년 계약을 맺었다. 그는 2008년 8월 30일에 후보 선수로 출전하며 데뷔전을 치렀다. 다음 경기부터, 그는 팀의 베스트 일베븐의 정기적인 선발 출전 선수가 되었다. 그는 첫 시즌에 26경기에 출전했고 반면 다음 시즌에는 28경기에 출전하여 2골을 넣었다.

### 팔레르모
2010년 6월, 글리크가 이탈리아 축구팀 팔레르모와 이야기를 나누고 있다는 기사가 나왔고, 2010년 7월 10일, 그는 5년 계약에 백만 유로의 이적료로 시칠리아팀과 공식적으로 계약했다.
그는 UEFA 유로파리그 2010-11 플레이오프전에서 슬로베니아의 NK 마리보르(3-0 승리)를 상대로 선발 출전하며 로사네리 데뷔전을 치렀다. 겨울 이적 시장까지 글리크는 유로파 리그 조별리그전에서 3경기에 출전하는 데 그쳤고 세리에 A 데뷔전을 치르는 데 실패하였다.

### 바리
2012년 12월 8일, 팔레르모는 그의 바리 임대를 공식적으로 발표했다. 그는 2011년 1월 6일 레체를 0-1로 경기에서 이긴 경기에서 바리 데뷔전을 치렀고 또한 이는 그의 첫 세리에 A 데뷔전이었다. 잔 피에로 벤투라 감독의 강한 지지 덕에, 그는 리그 16경기와 코파 이탈리아 한 경기에 출전하였다. 2010–11 시즌 35라운드인 바리-로마(2-3)전에서, 그는 레드 카드를 받아 3경기 출전 정지를 당하여 시즌 종료때까지 출전을 못하였다.
임대 종료후, 그는 팔레르모로 복귀했지만, 팔레르모의 프리 시즌 캠프에 포함되지 못하고 이적시장 매물로 나왔다.

### 토리노
2011년 7월 12일, 그는 30만 유로에 공동 소유 계약을 통해서 세리에 B 팀 토리노로 이적하였다.
그는 2011년 8월 13일에 1-0으로 이긴 코파 이탈리아 2라운드에서 루메차네전에서 데뷔전을 치렀다. 2012년 4월 6일, 그는 레지나를 상대로 토리노에서의 첫 골이자 결승골(1-0)을 넣었다. 그는 2011–12 시즌에 23경기 출전과 2골을 넣으며 토리노의 세리에 A 승격에 기여했다.
2012년 6월 22일, 토리노와 팔레르모는 공동 소유 계약을 1년 연장하는 데 합의하였다. 2012년 10월 31일, 그는 1-1로 비긴 라치오전에서 그의 세리에 A 첫 골을 넣었다. 시즌 종료인 2013년 6월 20일에 공동 소유 계약은 150만 유로에 토리노로 이적이 확정되었다.
2013-14 시즌에 롤란도 비안키를 이어 글리크는 토리노의 주장으로 임명되었고, 이는 1960년대 이래로 첫 번째 비이탈리아계 출신의 토리노 주장이며, 즈비그니에프 보니에크와 마레크 코지민스키 이후로 이탈리아 1부 리그의 주장이 된 3번째 폴란드인이다. 2013년 12월 9일, 그는 라치오를 상대로 1-0 결승골을 넣었다. 그는 리그 34경기 출전으로 시즌을 마쳤으며, 두 골도 넣었고 코파 이탈리아에도 출전했다.
2014년 5월 25일, 그는 토리노와 재계약을 했다.

## 국가대표팀 경력
폴란드 U-21 축구 국가대표팀 소속으로 14경기 출전과 3골을 넣었다. 2009년 12월 8일에 오랜 역사를 지닌 피아스트 글리비체 소속 선수로서 처음으로 소집된후, 2010년에 그는 성인 대표팀에 데뷔하였다. 데뷔 경기는 2010년 1월 20일에 2010년 킹스컵에서 태국을 상대로 치렀으며, 또한 그는 이 경기에서 그의 첫 대표팀 골도 넣었다.
폴란드 대표팀 소속 첫 공식 경기는 2-0으로 승리한 불가리아전에서 치렀다.
2010년 10월 17일, 그는 잉글랜드와의 2014년 FIFA 월드컵 예선 최종 홈경기에서 팀의 선두를 이끌었다.

### 국가대표팀 득점 기록
| #  | 날짜             | 경기장                    | 상대팀   | 득점 | 경기 결과 | 경기 유형          |
| -- | ---------------- | ------------------------- | -------- | ---- | --------- | ------------------ |
| 1. | 2010년 1월 20일  | 나콘랏차시마, 80세 경기장 | 태국     | 1–0  | 3–1       | 2010년 킹스컵      |
| 2. | 2012년 10월 17일 | 바르샤바 국립 경기장      | 잉글랜드 | 1–1  | 1–1       | 2014년 월드컵 예선 |

## 개인사
그는 초등학교 시절 때부터 만난 그의 아내 마르타 사이에서 태어난 딸 한 명이 있다. 부부는 토리노에서 거주하고 있다.
2013년에 이탈리아인 랩퍼 윌리 페요테(Willie Peyote) "Glik"이라는 노래를 그에게 헌정했다.